# 赤羽西
赤羽西（日语：／ Akabane-nishi */?）是東京都北區的町名。現行行政地名為赤羽西一丁目至赤羽西六丁目。郵遞區號115-0055。

## 地理
位於東京都北區西北部。北鄰赤羽台，東北鄰赤羽，東接赤羽南，東南連中十條，南接十條仲原，西南通西丘，西接板橋區蓮沼町。本町位於台地上，町域東西較長。東邊有JR鐵路路廊通過，並鄰接赤羽站。西部的赤羽西五丁目有舊陸上自衛隊十条駐屯地赤羽分屯地改建的自然觀察公園。

### 河川
- 稻付川（日语：稲付川）－町域南邊的河川，與隅田川合流。現已暗渠化。

## 歷史

### 地名由來
位於赤羽站西方而得名。

## 交通

### 鐵路
- 東日本旅客鐵道（JR東日本）
  - 赤羽站：埼京線、京濱東北線－（車站所在地赤羽）

### 巴士
- 國際興業巴士（日语：国際興業バス）

### 道路
- 東京都道460號中十條赤羽線（日语：東京都道460号中十条赤羽線）

## 設施
- 北區立稻付中學校
- 赤羽自然觀察公園（日语：赤羽自然観察公園）
- 北區立島下公園

## 備註
1. ↑  人口統計表（平成25年11月1日現在）｜東京都北区 的存檔，存档日期2013-11-13.